# Сухаревская (станция метро)
«Су́харевская» (до 5 ноября 1990 года — «Колхо́зная») — станция Московского метрополитена на Калужско-Рижской линии. Расположена в Мещанском районе (ЦАО). Открыта 5 января 1972 года в составе участка «Проспект Мира» — «Китай-город». Пилонная трёхсводчатая станция глубокого заложения с одной островной платформой.

## История
Станция открыта 5 января 1972 года в составе участка «Проспект Мира» — «Площадь Ногина», после ввода в эксплуатацию которого в Московском метрополитене стала 91 станция, а существовавшие до этого две разные линии Калужская и Рижская соединились в одну.
Изначально называлась «Колхозная». 5 ноября 1990 года была переименована в «Сухаревскую» вместе с переименованием близлежащей Колхозной площади в Большую и Малую Сухаревские площади.

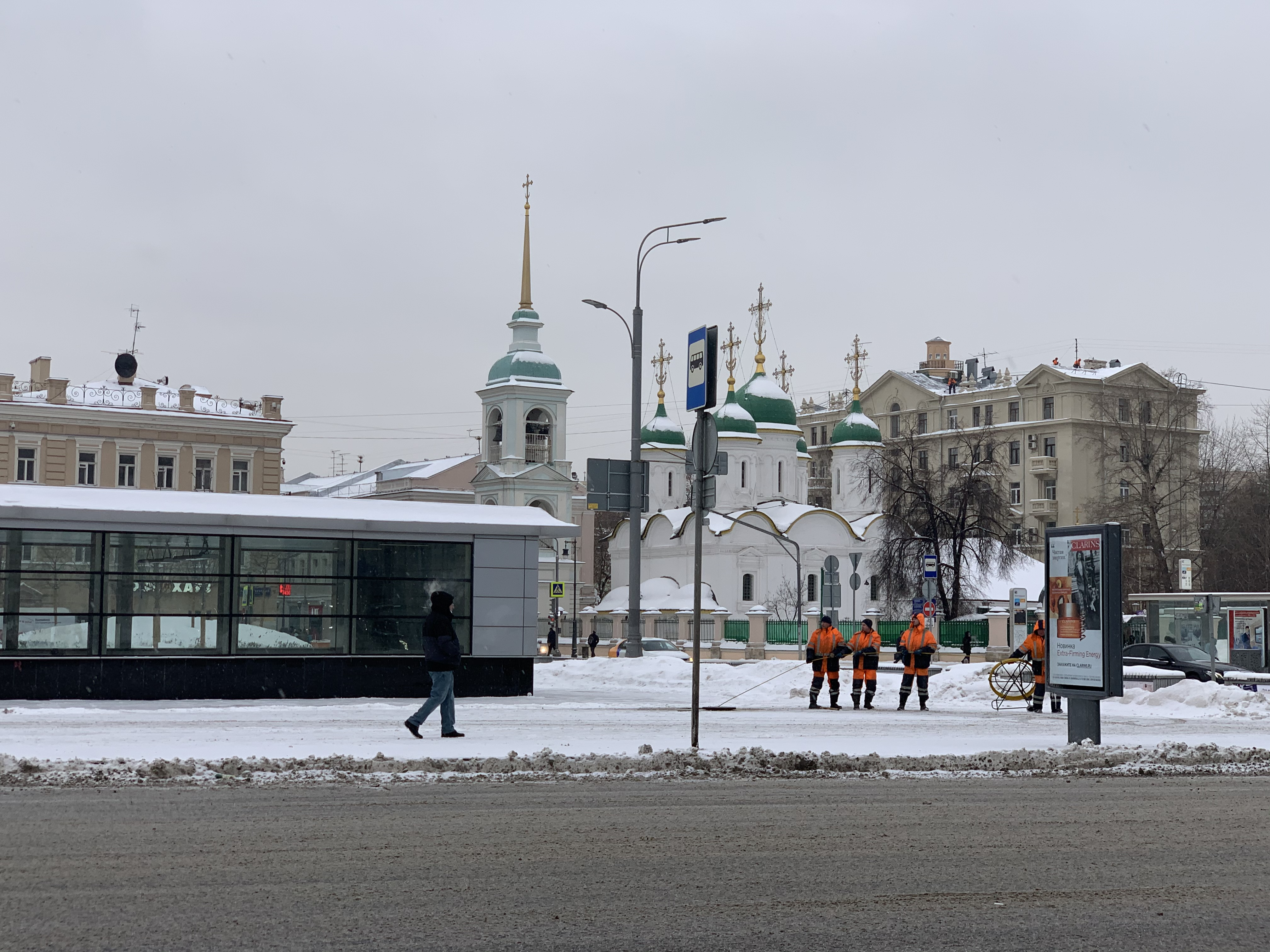
Большая Сухаревская площадь (2021 г.)

## Вестибюли и пересадки
Наземных вестибюлей нет, вход в единственный подземный вестибюль «Сухаревской» осуществляется через подземный переход с Большой и Малой Сухаревских площадей. Подземный вестибюль соединён со станционным залом эскалаторным наклоном.

## Конструкция и оформление
«Сухаревская» — пилонная станция глубокого заложения (глубина — 43 метра) с тремя сводами. Сооружена по проекту архитектора Р. И. Погребного. Диаметр центрального зала и путевых тоннелей — 8,5 метра. Длина путевых тоннелей — 156 метров, длина среднего (центрального) зала — 72 метра. Пилоны отделаны светло-жёлтым мрамором «газган» и стилизованы под перевязанные снопы. Путевые стены облицованы светлым мрамором «коелга» и декорированы чеканными художественными вставками (работы Е. П. Калюпановой и С. Ф. Калюпанова). Пол выложен серым гранитом.

## Наземный общественный транспорт
На этой станции можно пересесть на следующие маршруты городского пассажирского транспорта:
- Автобусы: м2, м9, с633, Б, н9

## Станция в цифрах
Код станции — 094. Пассажиропоток на Сухаревской невелик. В марте 2002 года по входу он составлял 41 900 человек.
- Таблица времени прохождения первого поезда через станцию[5]:

| По чётным числам                  | Будние дни | Выходные дни |
| По нечётным числам                | Будние дни | Выходные дни |
| В сторону станции «Тургеневская»  | 05:45:00   | 05:47:00     |
| В сторону станции «Тургеневская»  | 05:45:00   | 05:47:00     |
| В сторону станции «Проспект Мира» | 05:48:00   | 05:48:00     |
| В сторону станции «Проспект Мира» | 05:47:00   | 05:46:00     |

## Культура
Станция была упомянута в книге Дмитрия Глуховского «Метро 2033», а также фигурировала в видеоигре «Метро 2033».
Мы возвращались в Метро. И я чувствовал, что мне в нём уютнее, спокойнее, чем в городе, где я когда-то родился. Где же мой настоящий дом? Да хоть на «Сухаревской» – тем более, у Бурбона там были друзья.Артём, Metro 2033

## Фотографии
| - Зал станции - Выход в город - Посадочная платформа - Проход из центрального зала на посадочную платформу - Название на путевой стене |

| - Панно на путевых стенах (коллаж) |